# Lipnița
Lipnița es una comuna rumana del condado de Constanța.

## Geografía
La comuna está ubicada en la región de Dobruja septentrional.

## Historia
Hacia comienzos del siglo XX la comuna, que ya por entonces pertenecía al condado de Constanța, tenía contabilizada una población de 1272 habitantes y estaba formada por las localidades de Lipnița —la capital— y Coslugea.
En la segunda mitad del siglo XX la comuna había pasado a estar formada por las localidades de Lipnița, Canlia, Carvăn, Coslugea, Cuiugiuc, Goruni e Izvoarele. En el censo de 2021 la comuna tenía una población de 2876 habitantes.